# رحمت‌آباد (تیران و کرون)
رحمت‌آباد (تیران و کرون)، روستایی از توابع بخش مرکزی شهرستان تیران و کرون در استان اصفهان ایران است.

## جمعیت
این روستا در دهستان رضوانیه قرار دارد و براساس سرشماری مرکز آمار ایران در سال ۱۳۸۵، جمعیت آن 24 نفر (۱۴خانوار) بوده‌است.